# Red Alone
Red Alone, enregistré en 1960, est un album solo du pianiste de jazz américain Red Garland.
Du milieu des années 1950 au début des années 1960, le piano de Red Garland est l'un des sons les plus reconnaissables du jazz.
Sa longue discographie en tant que sideman et en tant que leader du Red Garland Trio le montre toujours en compagnie d'autres musiciens, et l'album Red Alone est à cet égard une heureuse exception.

## Historique

### Contexte
Red Garland est découvert en 1943, à l'âge de 20 ans par le trompettiste Hot Lips Page,.
À compter de 1945, il travaille dans l'ensemble de Billy Eckstine, qui comprenait tous les grands noms du bebop émergent de l'époque : Dizzy Gillespie, Charlie Parker, Fats Navarro, Dexter Gordon, Gene Ammons, Sonny Stitt, Miles Davis, Art Blakey. 
Il rejoint ensuite le combo de Coleman Hawkins et Roy Eldridge, avant de travailler avec Lester Young et Ben Webster. Au début des années 1950, sa réputation est suffisamment établie pour qu'il forme un trio.
En 1953, il est contacté par Miles Davis qui envisage de former un groupe mais ce projet n'aboutit pas et Garland reste avec Lester Young et son trio.
Mais en octobre 1955, Miles Davis réalise son projet et Red Garland devient le pianiste du premier grand quintet de Davis,, à la section rythmique duquel il apporte une importante contribution, avec Paul Chambers et Philly Joe Jones, et où sa technique sophistiquée, l'utilisation de substitutions harmoniques et de block chords établissent des normes pour de nombreux groupes bop contemporains et à venir. Garland a exercé une influence stylistique sur des centaines de pianistes.
Après que ses prestations au sein du quintette de Miles Davis aient rendu le public conscient de son talent, le label Prestige lui signe un contrat d'enregistrement exclusif. Red Garland constitue alors ce qui est essentiellement un trio d'enregistrement, avec le contrebassiste Paul Chambers et le batteur Arthur Taylor.
Garland étant un musicien quelque peu conservateur, fermement attaché aux accords et au swing, il se séparera de Miles Davis en 1958 lorsque le trompettiste commencera à explorer la direction du jazz modal avec le pianiste Bill Evans.

### Enregistrement et production

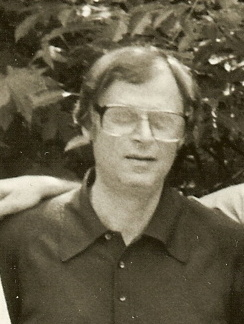
Rudy Van Gelder.

Le disque est produit par Esmond Edwards.
Le 2 avril 1960, Red Garland s'installe au piano Steinway du studio de l'ingénieur du son Rudy Van Gelder et enregistre huit grands standards du jazz des années 1930 et 1940.
Rudy Van Gelder était un ingénieur du son spécialisé dans le jazz, considéré comme l'un des meilleurs ingénieurs de l'histoire de l'enregistrement, dont on estime qu'il a enregistré et mixé plus de 2 000 albums. Son studio connu durant les années 1950 sous le nom de « Van Gelder Studio, Hackensack, New Jersey » était en fait le living room de ses parents. Ce n'est qu'en 1959 qu'il ouvrira son vrai studio, connu sous le nom de « Van Gelder Studio, Englewood Cliffs, New Jersey ».
L'album Red Alone date de 1960 et a donc été enregistré, non plus dans le living room des parents de Rudy Van Gelder comme les albums A Garland of Red et Red Garland's Piano, mais dans le studio ouvert par Van Gelder en 1959.

### Publication
L'album sort en 1960 sous forme de disque vinyle long playing (LP) sur le label Moodsville Records sous la référence MVLP-3.
Le producteur Esmond Edwards signe également la photo de la jaquette, dont le design est dû à Jamie Putnam.

### Rééditions
L'album Red Alone semble n'avoir jamais été réédité en LP mais, à partir de 2003, il est réédité en CD par les labels Prestige, Moodsville, Fantasy et Original Jazz Classics,.
Il est remastérisé en 2004 par Kirk Felton aux Fantasy Studios de Berkeley en Californie.

## Accueil critique
Le site AllMusic attribue 4½ étoiles à l'album Red Alone.
Le critique musical Ken Dryden d'AllMusic souligne que « bien que ces sélections aient été conçues comme de la musique d'ambiance pour les amoureux, les arrangements imaginatifs de Garland rendent les choses intéressantes » avant de conclure que « cette remarquable collection de standards devrait plaire à tout amateur de piano jazz ».
Ron Eyre, auteur de la notice du LP original (original liner notes), qui était présent au studio de Rudy Van Gelder lors de l'enregistrement résume la session en ces mots : « Il y a un homme seul avec un piano qui fait ce que nous pensons être en ce moment un enregistrement historique ». « Ce sont des ballades et du blues qui nous font voyager dans l'histoire du jazz ». Eyre ne tarit pas d'éloge envers le pianiste : « L'éclat de l'homme est difficile à décrire. La gentillesse et le charme de l'homme vous laisse stupéfait. La construction d'une Ballade par Red n'est rien de moins qu'un miracle ».
Pour Juan Giner, Joan Sardà et Enric Vázquez, auteurs du Guía universal del jazz moderno, l'abum Red Alone nous présente Red Garland « comme un spécialiste sobre et sensible de la ballade ». Pour eux, Red Garland « est excellent dans ses solos, sûr de lui, jamais banal, et il ne provoque jamais l'indifférence ».
Pour J. Norris, de la revue Coda, « Red Garland est l'un des rares pianistes qui semblaient tout aussi efficaces dans un petit combo, dans un trio ou en solo ».

## Liste des morceaux
| 1.    | When Your Lover Has Gone           | Einar A. Swan (1931)                             | 6:41 |
| 2.    | These Foolish Things               | Harry Link / Holt Marvell / Jack Strachey (1944) | 5:04 |
| 3.    | My Last Affair                     | Haven Johnson (1934)                             | 3:36 |
| 4.    | You Are Too Beautiful              | Lorenz Hart / Richard Rodgers (1933)             | 4:42 |
| 5.    | I Got It Bad (And That Ain't Good) | Duke Ellington / Paul Francis Webster (1941)     | 7:06 |
| 6.    | The Nearness of You                | Hoagy Carmichael / Ned Washington (1938)         | 5:01 |
| 7.    | Nancy (With the Laughing Face)     | James Van Heusen / Phil Silvers (1944)           | 5:21 |
| 8.    | When I Fall in Love                | Edward Heyman / Victor Young                     | 5:05 |
| 43:01 |                                    |                                                  |      |

## Musiciens
- Red Garland : piano